# گلنیگل (کلرادو)
گلنیگل (به انگلیسی: Gleneagle) یک منطقهٔ مسکونی در ایالات متحده آمریکا است که در شهرستان ال پاسو، کلرادو واقع شده‌است. گلنیگل ۶٫۴ کیلومتر مربع مساحت و ۶٬۶۱۱ نفر جمعیت دارد و ۲٬۱۱۱ متر بالاتر از سطح دریا واقع شده‌است.